# Tournoi de tennis de Houston (dames 1970)
Pour un article plus général, voir Tournoi de tennis de Houston.
Le tournoi de tennis de Houston est un tournoi de tennis professionnel. L'édition féminine 1970 se dispute du 21 au 27 septembre 1970.
Rosie Casals remporte le simple dames. En finale, elle bat Judy Tegart-Dalton.

## Historique
Depuis l'avènement de l'ère Open deux années plus tôt, femmes et hommes ne sont pas traités sur un pied d'égalité, les rétributions des premières pour leurs prestations sportives se réduisant à une fraction de celles des seconds (dix pour cent ou moins).
Gladys Heldman, fondatrice et directrice du magazine World Tennis, décide alors d'instaurer un circuit professionnel exclusivement féminin et autonome. Neuf joueuses, the Original Nine, acceptent de la suivre dans ce projet en signant chacune auprès d'elle un contrat symbolique de 89 cents : Billie Jean King, Rosie Casals, Nancy Richey, Kerry Melville, Peaches Bartkowicz, Kristy Pigeon, Judy Dalton, Valerie Ziegenfuss et Julie Heldman (sa fille).
Rapidement, Gladys Heldman obtient l'appui financier du cigarettier Philip Morris et, le 25 septembre 1970, se tient à Houston le présent tournoi féminin doté de 7 500 dollars. C'est un succès populaire, même si les joueuses américaines (sept) sont alors temporairement suspendues par l'USLTA, avant que cette dernière n'intègre le nouveau circuit féminin dans ses propres structures.
Sur le plan strictement sportif, l'Américaine Rosie Casals s'impose face à l'Australienne Judy Tegart en finale.
En 1971, dix-neuf tournois parrainés par Virginia Slims seront programmés, pour une dotation financière totale de 309 100 dollars.

## Primes et points
| Tour     | Prime   | Points |
| -------- | ------- | ------ |
| Victoire | 1 600 $ |        |
| Finale   | 800 $   |        |

Source: (en) Tableaux officiels de la WTA : simple — double — qualifications [PDF].

## Résultats en simple

### Parcours
| No | Joueuse      | Résultat   | Ultime adversaire  |
| -- | ------------ | ---------- | ------------------ |
| 1  | Rosie Casals | Victoire   | Judy Tegart-Dalton |
| 2  | Nancy Richey | 1/2 finale | Judy Tegart-Dalton |

### Tableau
|  |                    |                    |                |          |          |   |   |            |              |                               |                               |                               |                               |                               |        |        |        |        |        |  |  |
|  | 1er tour           | 1er tour           | 1er tour       | 1er tour | 1er tour |   |   | 1/2 finale | 1/2 finale   | 1/2 finale                    | 1/2 finale                    | 1/2 finale                    |                               |                               | Finale | Finale | Finale | Finale | Finale |  |  |
|  |                    |                    |                |          |          |   |   |            |              |                               |                               |                               |                               |                               |        |        |        |        |        |  |  |
|  |                    |                    |                |          |          |   |   |            |              |                               |                               |                               |                               |                               |        |        |        |        |        |  |  |
|  | Rosie Casals       | (1)                | 6              | 7        |          |   |   |            |              |                               |                               |                               |                               |                               |        |        |        |        |        |  |  |
|  | Rosie Casals       | (1)                | 6              | 7        |          |   |   |            |              |                               |                               |                               |                               |                               |        |        |        |        |        |  |  |
|  | Valerie Ziegenfuss |                    | 1              | 5        |          |   |   |            |              |                               |                               |                               |                               |                               |        |        |        |        |        |  |  |
|  | Valerie Ziegenfuss | Rosie Casals       | 1              | 5        | (1)      | 4 | 7 | 6          |              |                               |                               |                               |                               |                               |        |        |        |        |        |  |  |
|  |                    |                    |                |          |          | 4 | 7 | 6          |              |                               |                               |                               |                               |                               |        |        |        |        |        |  |  |
|  |                    |                    | Kerry Melville |          | 6        | 5 | 3 |            |              |                               |                               |                               |                               |                               |        |        |        |        |        |  |  |
|  | Kristy Pigeon      |                    | Kerry Melville | 3        | 6        | 5 | 3 | 4          |              |                               |                               |                               |                               |                               |        |        |        |        |        |  |  |
|  | Kristy Pigeon      |                    |                |          |          |   |   | 4          |              |                               |                               |                               |                               |                               |        |        |        |        |        |  |  |
|  | Kerry Melville     |                    | 6              | 6        |          |   |   |            |              |                               |                               |                               |                               |                               |        |        |        |        |        |  |  |
|  | Kerry Melville     |                    |                |          |          |   |   |            | Rosie Casals | (1)                           | 5                             | 6                             | 7                             |                               |        |        |        |        |        |  |  |
|  |                    |                    |                |          |          |   |   |            | Rosie Casals | (1)                           | 5                             | 6                             | 7                             |                               |        |        |        |        |        |  |  |
|  |                    | Judy Tegart-Dalton |                | 7        | 1        | 5 |   |            |              |                               |                               |                               |                               |                               |        |        |        |        |        |  |  |
|  | Judy Tegart-Dalton | Judy Tegart-Dalton |                | 7        | 1        | 5 | 6 | 6          |              |                               |                               |                               |                               |                               |        |        |        |        |        |  |  |
|  | Judy Tegart-Dalton |                    |                |          |          |   | 6 | 6          |              |                               |                               |                               |                               |                               |        |        |        |        |        |  |  |
|  | Billie Jean King   |                    | 3              | 3        |          |   |   |            |              |                               |                               |                               |                               |                               |        |        |        |        |        |  |  |
|  | Billie Jean King   | Judy Tegart-Dalton | 3              | 3        |          | 4 | 7 | 6          |              |                               |                               |                               |                               |                               |        |        |        |        |        |  |  |
|  |                    |                    |                |          |          | 4 | 7 | 6          |              |                               |                               |                               |                               |                               |        |        |        |        |        |  |  |
|  |                    |                    | Nancy Richey   | (2)      | 6        | 5 | 2 |            |              | Match pour la troisième place | Match pour la troisième place | Match pour la troisième place | Match pour la troisième place | Match pour la troisième place |        |        |        |        |        |  |  |
|  | Peaches Bartkowicz |                    | Nancy Richey   | (2)      | 6        | 5 | 2 | 3          | 3            | Match pour la troisième place | Match pour la troisième place | Match pour la troisième place | Match pour la troisième place | Match pour la troisième place |        |        |        |        |        |  |  |
|  | Peaches Bartkowicz |                    |                |          |          |   |   |            |              |                               |                               |                               |                               |                               |        |        |        |        |        |  |  |
|  | Nancy Richey       | (2)                | 6              | 6        |          |   |   |            |              |                               |                               |                               |                               |                               |        |        |        |        |        |  |  |
|  | Nancy Richey       | (2)                | 6              | 6        |          |   |   |            |              |                               |                               |                               |                               | Kerry Melville                |        | 6      | 6      |        |        |  |  |
|  |                    |                    |                |          |          |   |   |            |              |                               |                               |                               |                               | Kerry Melville                |        | 6      | 6      |        |        |  |  |
|  | Nancy Richey       | (2)                | 1              | 2        |          |   |   |            |              |                               |                               |                               |                               |                               |        |        |        |        |        |  |  |